# Kirsan Iljumzjinov
Kirsan Nikolajevitj Iljumzjinov (ryska Кирса́н Никола́евич Илюмжи́нов, kalmuckiska: Үлмҗәхни Кирсән (Ülmǰähni Kirsän), född 5 april 1962, är en rysk affärsman, politiker och schackspelare. Han var president i republiken Kalmuckien i Ryska federationen 1993-2010 och president i FIDE, världsschackförbundet, 1995-2018.  Iljumzjinov har beskrivits som en excentrisk, nyckfull och korrupt ledare under vars ledning Kalmuckiens ekonomi stagnerat. Han har också påstått sig ha blivit blivit kontaktad av utomjordingar och besökt deras rymdskepp.
Asteroiden 5570 Kirsan är uppkallad efter honom.